# Журоміно
Журоміно (пол. Żuromino) — село в Польщі, у гміні Стенжиця Картузького повіту Поморського воєводства.
Населення — 355 осіб (2011).
У 1975—1998 роках село належало до Гданського воєводства.

## Демографія
Демографічна структура станом на 31 березня 2011 року:
|          | Загалом | Допрацездатний вік | Працездатний вік | Постпрацездатний вік |
| -------- | ------- | ------------------ | ---------------- | -------------------- |
| Чоловіки | 178     | 57                 | 106              | 15                   |
| Жінки    | 177     | 54                 | 89               | 34                   |
| Разом    | 355     | 111                | 195              | 49                   |